# Donaldas Kairys
Donaldas Kairys (ur. 6 marca 1977 w Szyłokarczmie) – litewski koszykarz, występujący na pozycji rozgrywającego, po zakończeniu kariery trener koszykarski.
W sezonie 2001/02 zajmował się skautingiem międzynarodowych zawodników, wideo edycją oraz analizą spotkań na University of Missouri w Columbii (Missouri). W tamtym sezonie drużyna dotarła do rozgrywek Elite Eight turnieju NCAA. W 2003 roku, kiedy San Antonio Spurs zdobyło tytuł mistrza NBA, pracował na podobnym stanowisku w tym klubie, podobnie jak i później w Chimkach Moskwa oraz Lietuvos Rytas Wilno, gdzie zatrudniono go już oficjalnie na stanowisku asystenta trenera.
15 stycznia 2015 został trenerem zespołu Energi Czarnych Słupsk.

## Osiągnięcia

### Trenerskie
Drużynowe
- Mistrzostwo:
  - Euroligi (2008 – asystent)
  - Rosji (2008 – asystent)
  - Estonii (2018, 2019)
- Wicemistrzostwo:
  - EuroChallenge (2006 – asystent)
  - Rosji (2006 – asystent)
- Brązowy medalista mistrzostw:
  - Polski (2015, 2016)[2]
  - Łotwy (2009)
- Finalista Pucharu Rosji (2008 – asystent)

Reprezentacja
Asystent
- Brązowy medalista:
  - mistrzostw świata (2010)
  - mistrzostw Europy (2007)
- Uczestnik:
  - mistrzostw świata (2006 – 7. miejsce, 2010)
  - mistrzostw Europy (2007, 2009 – 11. miejsce)
  - igrzysk olimpijskich (2008 – 4. miejsce)